# La Flachère
La Flachère – miejscowość i gmina we Francji, w regionie Owernia-Rodan-Alpy, w departamencie Isère.
Według danych na rok 1990 gminę zamieszkiwały 302 osoby, a gęstość zaludnienia wynosiła 106 osób/km² (wśród 2880 gmin regionu Rodan-Alpy La Flachère plasuje się na 1327. miejscu pod względem liczby ludności, natomiast pod względem powierzchni na miejscu 1656.).